# Manuel Cascajares Azara
Manuel de Cascajares y Azara, IX Barón de Barcabo, fue un político y abogado español del siglo XIX.

## Biografía
Hijo de Agustín Cascajares y de Catalina Azara, barones de Bárcabo, nació en la villa de Calanda, en la provincia de Teruel, el 21 de abril de 1814. Tuvo como hermanos, entre otros, al militar Joaquín María Cascajares Azara y al eclesiástico Antonio María Cascajares Azara. Estudió la carrera de leyes en las universidades de Huesca y de Zaragoza, en la que habría recibido el título de doctor en jurisprudencia en 1838. Participó en la primera guerra carlista del lado de los liberales. Después del final de la contienda, se encontraba inscrito en el colegio de abogados de Zaragoza. Fue diputado provincial por los distritos de Alcañiz y Castellote, optando por el primer cargo, que ocupó hasta 1843. Partidario de Espartero, en 1841 fue nombrado asesor general de guerra. Posteriormente se acercó a la Unión Liberal y en 1865 fue escogido diputado a Cortes por la provincia de Teruel. Tras la revolución de 1868, fue diputado en las Cortes constituyentes de 1869. Fue senador por la provincia de Teruel en 1871 y 1872.